# Suomussalmi
Suomussalmi er en finsk kommune, som ligger i landskabet Kajanaland i det tidligere Uleåborg Len. Kommunen grænser i øst op til Rusland. Kommunen har et indbyggertal på 9.468 (2008) og dækker et areal på 5.856,90 km² hvoraf 581,66 km² er vand. Befolkningstætheden er 1,8 indbyggere pr. km². Kommunen er rent finsktalende. I kommunen ligger landsbyerne Alajärvi, Ala-Vuokki, Hossa, Jumaliskylä, Juntusranta, Kaljuskylä, Kerälä, Kiannanniemi, Korpela, Kuivajärvi, Myllylahti, Näljänkä, Pesiökylä , Piispajärvi, Pitämä, Pyhäkylä, Raate, Ruhtinansalmi, Siikaranta, Suomussalmen kirkonkylä, Vaaranniva und Yli-Vuokki.
Det tidligere Ämmänsaari er hovedbyen i kommunen. Den ligger på en ø, der hvor elven Emäjoki løber ud i søen Kiantijärvi.
Ämmänsaari er også endestation for en jernbaneforbindelse til Kontiomäki. På strækningen kører der dog kun sporadisk museumstog og godstog. Hovedparten af godset består af træ for UPM Kymmene-koncernen. Al offentlig persontrafik sker med med busser.
I Suomussalmi ligger der nogle vigtige fundsteder fra stenalderen. I naturparken Hossa, der i 2017 blev omdannet til Hossa Nationalpark, findes nogle af de ældste helleristninger i Finland. De vurderes til at være omkring 10.000 år gamle. Områdets oldtid vises bl.a. på en udstilling på Jalonniemi i udkanten af byens centrum ved hovedvej 5 (E63 Nord).
Under Vinterkrigen i 1939-1940 blev der udkæmpet flere slag i området omkring Suomussalmi, de vigtigste var Slaget ved Suomussalmi og Raatteentie-episoden. I disse slag besejrede små finske styrker numerisk langt overlegne sovjetiske styrker.
Formel 1-køreren Heikki Kovalainen, forfatteren Ilmari Kianto og komponisten Osmo Tapio Räihälä samt ishockeyspilleren i NHL Janne Pesonen er alle fra Suomussalmi.

## Eksterne links
- Officiel hjemmeside for Suomussalmi kommune